# Baykar Bayraktar TB2
Il Bayraktar TB2 è un APR sviluppato dalla turca Baykar Technologies per l'utilizzo da parte delle Forze armate turche. È il primo APR hunter-killer di costruzione interamente turca per la sorveglianza a lunga autonomia e a medie altitudini.

## Storia del progetto
Se non diversamente indicato, i dati sono tratti da "baykardefence.com"
Le capacità e l'esperienza accumulata dalla Baykar nel campo tecnologico e nella produzione di APR, si devono ricondurre al progettista e CTO della Baykar, Selçuk Bayraktar. Formatosi al Dipartimento di Ingegneria Elettronica e Comunicazione dell'Università Tecnica di Istanbul (ITU). Lì all'ITU, gli fu assegnata una borsa di studio dall'Università della Pennsylvania (UPenn) dove ha conseguito il Master's Degree nel 2004. Fu durante la sua permanenza all'UPenn, che gli fu assegnata una seconda borsa di studio dal Massachusetts Institute of Technology (MIT) come assistente alla ricerca nel Dipartimento di Aeronautica e Astronautica, dove poi, conseguì un secondo Master.
Dopo la laurea alla UPenn nel 2003, ha svolto con successo test per il coordinamento terra-aria di APR in volo in formazione. Ha continuato a stabilire traguardi da record al MIT con la sua ricerca sulle manovre autonome e da attacco con elicotteri a pilotaggio remoto, pubblicando il suo lavoro sulle principali riviste di ingegneria sulla materia. Tornato in Turchia nel 2007, è diventato CTO di Baykar, sviluppando i primi APR nazionali per le forze di sicurezza turche. Portando avanti le sue ricerche alla Baykar, ha permesso a questa di accumulare esperienza nei campi dell'architettura di sistemi avionici, dei controlli di volo, dello sviluppo di algoritmi di navigazione, cinematica e dinamica di sistema, hardware e sviluppo di software. Il primo volo del TB2 è avvenuto ad agosto 2014, mentre il primo test con missili il 18 dicembre 2015. A marzo 2021, durante l'esercitazione navale Blue Homeland 2021 svoltasi nel Mar Mediterraneo, un TB2, per la prima volta, ha colpito un bersaglio a lunga distanza utilizzando munizioni intelligenti MAM-L.

### Tecnica
Se non diversamente indicato, i dati sono tratti da "baykardefence.com"
Il Bayraktar TB2 è un APR, sviluppato per soddisfare le richieste delle Forze armate turche. Esso dispone di un design altamente sofisticato che fornisce tutte le soluzioni di cui l'operatore può aver bisogno in un unico sistema integrato. Il sistema è composto da un APR, da una stazione di controllo a terra con pilota ed osservatore, terminale dati a terra, terminale display remoto, base avanzata con moduli generatore e rimorchio. La particolarità di questo velivolo è che per la prima volta l'intero sistema è dotato di avionica e sistemi elettronici totalmente prodotti in Turchia.

### Propulsione
La propulsione è assicurata da un motore a 4 cilindri contrapposti Rotax 912 da 100 shp di potenza, prodotto dall'austriaca Rotax, ora parte di Bombardier Recreational Products (BRP), azienda del gruppo Bombardier. Il Rotax 912 non solo è in grado di assicurare bassi consumi, ma anche una buona affidabilità. Ad ottobre 2020, la Bombardier, visto l’impiego crescente del drone in delicate situazioni a livello internazionale, ha quindi deciso che non fornirà più i motori per equipaggiare i TB2.
Martin Langelier, Vice Presidente di BRP, ha affermato che la società ha avviato un'indagine, perché informata che diversi motori Rotax sono impiegati da droni militari.

### Armamento
Se non diversamente indicato, i dati sono tratti da "baykardefence.com"
Per quanto riguarda l'armamento, il TB2 è omologato per trasportare un carico di 150 kg su 4 piloni sotto le ali, che comprende: mini bombe a guida laser MAM-L, missili anticarro a lungo raggio UMTAS e razzi Cirit da 70 mm, tutti prodotti dalla turca Rocketsan.

### Traguardo delle300 000ore di volo
A febbraio 2021, il chief technology officer (CTO) della Baykar, Selçuk Bayraktar, ha dichiarato che il Bayraktar TB2, ha raggiunto un traguardo importante completando 300 000 ore di volo operativo, facendolo diventare il primo veicolo aereo sviluppato localmente a raggiungere un tempo di volo così ampio nella storia dell'aviazione della nazione.

## Versioni
- TB2: APR da combattimento hunter-killer per la sorveglianza a lunga autonomia, e a medie altitudini.
- TB2S: Versione con sistema di controllo remoto guida GPS, dotata di apparecchiature satellitari in una sporgenza nel naso.[16][17]

## Impiego operativo

### Conflitto curdo-turco
L'impiego operativo del TB2 da parte delle Forze armate turche si ebbe nel 2018, quando queste lo utilizzarono nelle operazioni di controguerriglia contro le posizioni dei militanti curdi del PKK e dell'YPG sul confine tra Iraq e Siria.

### Guerra civile libica
A giugno 2019, i media internazionali hanno riferito che il Governo di accordo nazionale (GNA) di al-Sarraj ha utilizzato i TB2 per colpire una base aerea in mano all'esercito nazionale libico (LNA) del generale Haftar. Nonostante l'embargo delle Nazioni Unite, si suppone che almeno 3 Bayraktar TB2 fossero utilizzati su Tripoli dalle forze del GNA.

### Intervento turco nella Guerra Civile in Siria
Nel marzo del 2020 i TB2, insieme agli Anka-S sono stati schierati e ampiamente utilizzati in un'azione coordinata per colpire obiettivi dell'esercito siriano durante l'operazione Spring Shield avviata dalla Turchia a seguito delle perdite subite dalle forze turche, a febbraio 2020, per mano delle forze siriane sostenute dai russi, nella Siria nordoccidentale.

### Guerra nel Nagorno-Karabakh del 2020
Durante la guerra del Nagorno-Karabakh del 2020, i TB2 sono stati usati dall'Azerbaigian contro le forze armate dell'Armenia con grande successo. L'Azerbaigian ha utilizzato la TB-2 per distruggere l'artiglieria armena, le postazioni di fanteria e vari mezzi militari. Il 19 ottobre 2020, un TB2 è stato abbattuto dalla difesa aerea dell'esercito armeno nei cieli del Nagorno-Karabakh. L'8 novembre 2020, un altro Bayraktar TB2 azero è stato abbattuto dalla difesa aerea nel Nagorno Karabakh sudorientale.

### Conflitto russo-ucraino del 2021-2022
Durante l’ammassamento di truppe russe in Crimea e in prossimità dei confini ucraini, un Bayraktar TB2 ha condotto un volo di ricognizione sulla regione del Donbass il 9 aprile 2021. Questa è stata la prima sortita operativa dell'APR da parte delle forze ucraine all'interno di una zona di conflitto. Nell'ottobre 2021 un Bayraktar TB2 ucraino è stato utilizzato per la prima volta in combattimento prendendo di mira una postazione d’artiglieria secessionista russa, distruggendo un obice D-30 e fermando il bombardamento contro le truppe ucraine vicino a Hranitne.
A febbraio del 2022, nell'ambito dell'invasione dell'Ucraina da parte della Russia, alcuni TB2 sono stati utilizzati dalle Forze armate di Kiev per colpire le unità nemiche. Il capo dell'aeronautica militare ucraina, Mykola Oleshchuk, ha confermato che questi droni sono stati utilizzati in almeno due operazioni distinte: la prima nei pressi della città di Chornobaivka, la seconda vicino a Malyn, non lontano dalla capitale Kiev. In entrambi i casi sono stati distrutti dei convogli russi che scortavano unità lanciamissili.
Ad aprile del 2022, sempre nell'ambito dell'invasione dell'Ucraina da parte della Russia, un TB2 ha preso parte alla vicenda della neutralizzazione dello storico incrociatore russo Moskva, svolgendo il ruolo di diversivo atto a distrarre i manovratori dell'incrociatore stesso e spianando l'attacco a due missili R-360 Neptun.

## Utilizzatori

Mappa degli attuali e potenziali utilizzatori del Bayraktar TB2

### Governativi
Turchia
- Millî İstihbarat Teşkilatı
- Türk Polis Teşkilatı

40 TB2 consegnati a partire dal 2017.

### Militari
Albania
- Forca Ajrore

3 TB2 ordinati il 20 dicembre 2022. Entrati in servizio il 4 marzo 2024.
 Azerbaigian
- Azərbaycan hərbi hava qüvvələri

6 TB2 ordinati a giugno 2020 e consegnati nello stesso anno. Due esemplari sono stati persi durante il conflitto in Nagorno-Karabakh, rispettivamente il 19 ottobre e l'8 novembre del 2020.
 Bangladesh
- Bānglādēśh Sēnābāhinī

6 TB2 consegnati a dicembre 2023.
 Burkina Faso
- Force Aérienne de Burkina Faso

5 TB2 consegnati tra aprile e maggio 2022 ed entrati in servizio nel settembre dello stesso anno.
 Croazia
- Hrvatsko ratno zrakoplovstvo i protuzračna obrana

6 TB2 ordinati a novembre 2024.
 Emirati Arabi Uniti
- Al-Quwwāt al-Jawiyya al-Imārātiyya

120 TB2 ordinati ad inizio 2022, con 20 esemplari già consegnati nel settembre dello stesso anno.
 Etiopia
- Ye Ithopya Ayer Hayl

4 TB2 ordinati ad agosto 2021, consegnati dal novembre dello stesso anno e tutti in servizio al marzo 2024.
 Gibuti
- Force Aérienne du Djibouti

2 TB2 consegnati agli inizi di giugno 2022.
 Iraq
- Al-Quwwat al-Jawwiyya al-'Iraqiyya

8 Bayraktar TB2, tre stazioni di controllo a terra ed armamenti acquistati a novembre 2021, con consegne previste dal 2022.
 Kenya
- Kenya Air Force

Un numero non ancora noto di TB2 ordinati, con almeno 6 esemplari consegnati al 31 dicembre 2024.
 Kirghizistan
- Aeronautica militare del Kirghizistan

3 TB2 ordinati a ottobre 2021, con consegne dal 2022.
 Kosovo
- Forca e Sigurisë së Kosovës

5 TB2 ordinati a fine ottobre 2022 e consegnati a maggio 2023.
 Kuwait
- Al-Quwwat al-Jawwiyya al-Kuwaytiyya

Un numero imprecisato di TB2 selezionati il 18 gennaio 2023 ed ordinati il 13 giugno successivo. Primi tre esemplari consegnati il 17 luglio 2025.
 Libia
- Al-Quwwat al-Jawwiyya al-Libiyya

36 TB2 consegnati a partire dal novembre 2017.
 Maldive
- Maldives National Defence Force Air Wing

Un numero imprecisato di Bayraktar TB2 ordinati (forse 7/10), i primi esemplari dei quali consegnati a marzo 2024.
 Mali
- Force aérienne de la République du Mali

3 TB2 consegnati a dicembre 2022. Ulteriori 3 TB2 consegnati ed entrati in servizio il 16 marzo 2023. Ulteriori 5 TB2 ricevuti il 4 gennaio 2024. Dalle foto pubblicate, un TB2 mostrava il seriale TZ-17D, quindi visto che i primi esemplari consegnati mostravano seriali che andavano da TZ-01D a TZ-06D, si può dedurre che l'ultima cerimonia di ricevimento abbia portato a 17 il numero di esemplari consegnati.
 Marocco
- Aeronautica militare del Marocco

13 Bayraktar TB2 ordinati ad aprile 2021, con consegne dal settembre dello stesso anno. Ulteriori 6 TB2 ordinati il 13 dicembre 2021.
 Niger
- Armée de l'air du Niger

Ordinati il 18 novembre 2021, non è stato reso noto costo e numero degli esemplari ordinati (dovrebbero essere 6).
 Nigeria
- Nigerian Air Force

6 TB2 e due stazioni di controllo a terra ordinati. Secondo altre fonti, a gennaio 2025, l'Esercito avrebbe ordinato 43 TB2 in totale.
 Pakistan
- Fi'saia Pakistana

3 TB2 in servizio al dicembre 2023.
 Polonia
- Siły Powietrzne

4 sistemi comprendenti 24 APR TB2 ordinati dal ministero della Difesa polacco il 22 maggio 2021. I primi 6 TB2 e tre stazioni di controllo mobili consegnati il 28 ottobre 2022. I successivi tre lotti da sei droni ciascuno sono stati consegnati rispettivamente nell’aprile 2023, nell'ottobre 2023 e il 16 maggio 2024.
 Qatar
- Qatar Emiri Air Force

6 Bayraktar TB2, due stazioni di controllo a terra, 3 terminali dati a terra, due terminali video e un simulatore di addestramento ordinati a marzo 2018, con consegne avvenute nel 2019.
 Romania
- Forțele Aeriene Române

18 TB2 ordinati ad aprile 2023.
 Togo
- Force aérienne togolaise

Almeno 3 TB2 consegnati.
 Turchia
- Jandarma Genel Komutanlığı

40 TB2 consegnati a partire dal 2017.
- Türk Kara Kuvvetleri

107 Bayraktar TB2 consegnati a partire dal 2016.
- Türk Deniz Kuvvetleri

10 TB2 consegnati a dicembre 2018.
- Türk Sahil Güvenlik Komutanlığı

6 TB2 in servizio all'ottobre 2022.
 Turkmenistan
- Wojenno-Wosduschnije Sily

6 TB2 ordinati e consegnati nel 2021.
 Ucraina
- Aeronautica militare Ucraina

7 TB2 consegnati a marzo 2019.
- Marina militare Ucraina

6 TB2 ordinati nel 2019, il primo dei quali è stato consegnato il 15 luglio 2021. Il presentatore televisivo Andrius Tapinas, della tv lituana "Laisves", ha organizzato un crowdfounding per raccogliere 5 milioni di euro necessari per l'acquisto di un sistema TB2. I soldi sono stati trasferiti al Ministero della Difesa lituano, il cui vice ministro andrà in Turchia per sottoscrivere un protocollo d'acquisto diretto del drone.
 Uzbekistan
- Aeronautica militare e difesa aerea dell'Uzbekistan

4 TB2 consegnati.